# Mezinárodní federace motocyklistů
Mezinárodní federace motocyklistů (FIM francouzsky Fédération Internationale de Motocyclisme) je mezinárodní organizace, která zahrnuje a reprezentuje 111 národních motocyklových federací na 6 kontinentech.

## Historie a Pacovský okruh
Přestože se traduje, že myšlenka založení mezinárodní motocyklové federace vznikla v Pacově, tak FIM byl založen 21. prosince 1904 v Paříži v místnostech restaurace Ledoyen. Teprve až o dva roky později, 8. června 1906, vstupuje do historie organizace město Pacov na Českomoravské vysočině, jehož název se tehdy psal Patzau. Zde se jely první mezinárodní motocyklové závody pod patronátem FIM na tzv. Pacovském okruhu. Tuto historickou událost připomíná Veterán rallye Pacov, která je závodem historických motocyklů na původním okruhu. Motocyklový sport je v Pacově stále živý, což dokládá pořádání Mistrovství ČR v motocrossu na trati na Propadě a také vynikající výsledky motocrossových závodníků, kteří pocházejí z Pacova.

## Současnost motocyklové federace
Organizace FIM se v roce 1959 přestěhovala z Paříže do švýcarské Ženevy a ještě později v roce 1994 do švýcarské obce Mies, poblíž Ženevy, kde má centrálu dodnes. FIM zaštiťuje 5 motocyklových disciplín: road racing, motocross, trials, enduro a track racing. Současným prezidentem Mezinárodní motocyklové federace je bývalý motocyklový závodník, Portugalec Jorge Viegas.
Českým členem FIM je Autoklub České republiky, kompletní seznam členů FIM.